# メリザンド (エルサレム女王)
メリザンド（1110年頃 - 1161年9月11日）は、エルサレム王国の女王である。在位期間は1131年から1152年までであり、エルサレム王国初の女性統治者かつ十字軍国家で公職に就いた最初の女性であった。彼女は生前から王国内のキリスト教諸派を支援したことで知られ、当時の年代記作家ギヨーム・ド・ティールは彼女の賢明さと統治能力を称賛した。現代の歴史家の評価は分かれている。

## 概要
メリザンドは国王ボードゥアン2世と王妃モルフィアの長女であった。1120年代後半、父が男子をもうけない可能性が高まると、彼女は推定相続人に指名され、アンジュー伯フルク5世と結婚した。1131年8月21日、ボードゥアン2世が死去すると、メリザンド、フルク5世、そして彼らの息子ボードゥアン3世が共同統治者となった。メリザンドとフルク5世は9月14日に戴冠した。
しかし、フルクはメリザンドを排除して単独で統治しようとし、これに反発した有力貴族たち（その筆頭がヤッファ伯ユーグ2世） が反乱を起こした。反乱は鎮圧されたものの、メリザンドの圧迫により最終的にフルクはメリザンドとの共同統治を承認せざるを得なくなった。その後、彼らは次男アモーリーを儲け、フルクは以降メリザンドの同意なしに国政を決定しなくなった。彼女は特に教会との関係や庇護政策を主導した。1143年11月10日にフルクが死去すると、メリザンドは単独統治を開始し、12月25日にまだ未成年であったボードゥアン3世と共に再び戴冠した。ボードゥアン3世は1145年に成年に達したが、メリザンドはあらゆる権限をボードゥアン3世に譲渡することを拒否した。メリザンドの治世では、1144年のエデッサ陥落と、1148年の第二回十字軍におけるダマスカス攻略の失敗（メリザンドはこれに反対していた可能性が高い）という、イスラム勢力に対するキリスト教勢力の二つの壊滅的な敗北があった。
1150年、ボードゥアン3世との関係悪化が決定的となり、1152年4月の高等法院で王国を母子で分割することが決定された。しかし、ボードゥアン3世はすぐにメリザンドの領土に侵攻し、エルサレムのダビデの塔に彼女を包囲した。彼女は4月末に退位し、ナーブルスへ隠退した。その後も、彼女はアンティオキアやトリポリの十字軍国家を統治していた家族の政務にも関与し続けた。エルサレムでの影響力は限定的になったものの、ボードゥアン3世に助言を与え、彼の不在時には軍事行動を成功に導いた。また、彼女の庇護と教会関連の活動も続いた。1161年、彼女は病（おそらく脳卒中）に倒れ、9月11日に死去した。

## 背景

十字軍国家は敵対するイスラム勢力に囲まれていた。

レバントにおける四つの十字軍国家（エルサレム王国、アンティオキア公国、トリポリ伯国、エデッサ伯国）は、1098年から99年にかけての第一回十字軍でこの地域を侵略し、イスラム勢力を打ち破ったラテン・キリスト教徒（フランク人）によって建国された。メリザンドはフランク人の十字軍騎士ボードゥアン2世・デュ・ブールと、ギリシャ正教徒のアルメニア人貴族モルフィア・ド・メリテネの長女として生まれた。レバントの先住キリスト教徒は民族的にも教義的にも多様であり、ギリシャ正教会、アルメニア使徒教会、シリア正教会、マロン派、コプト正教会、東シリア教会、グルジア正教会の信徒が含まれていた。歴史家ヤロスラフ・フォルダは、メリザンドの混血の出自が、この地域の民族宗教的多様性を反映していると指摘している。
歴史家バーナード・ハミルトンによれば、メリザンドの両親は1100年頃に結婚したと考えられる。フォルダは彼女の生年を1110年頃、もしくはそれ以前と推定している。メリザンドと二人の妹、アリックスとオディエルナは、父ボードゥアン2世がエデッサ伯国を統治していた時期に生まれた。そのため、フォルダは彼女がエデッサで生まれたと考えている。1118年、ボードゥアン2世はエルサレムへの巡礼に出発したが、その旅の途中でエルサレム王ボードゥアン1世が死去し、ボードゥアン2世はその後継者に選ばれた。1119年、新国王ボードゥアン2世はエデッサに戻り、従兄弟のジョスラン・ド・クルトネーを新たなエデッサ伯に任命し、妻と娘たちをエルサレムへと迎え入れた。同年、両親が国王・王妃として戴冠した後、メリザンドは新たな妹イヴェットを迎えることとなった。
十字軍国家はほぼ絶え間なく戦争状態にあり、その防衛は男性の責務とされていた。ボードゥアン2世はエルサレム王国で初めて子を持ったフランク人の統治者だったが、その子供はすべて娘であり、十字軍国家にはまだ女性の継承に関する慣例が存在していなかった。王国に男子の後継者がいないという状況であったが、メリザンドの両親の結婚は幸せなものだった。ボードゥアン1世の妻であったアルダやアデライード・デル・ヴァストと同様に、母モルフィアも国政には関与しなかった。

## 王国の後継者
王妃モルフィアは10月1日に亡くなった。おそらく1126年か1127年のことであった。国王ボードゥアン2世はもはや男子の誕生を期待しておらず、娘たちの将来と王位継承の準備を進めた。そして長女のメリザンドが王位継承者と定められた。次女のアリックスは、1126年にアンティオキア公ボエモン2世と結婚した。三女のオディエルナも、この頃すでにトリポリ伯レーモンと婚約していた可能性がある。末娘のイヴェットは聖アンナ修道院へ送られた。歴史家ハンス・E・マイヤーは、彼女が戴冠した両親のもとに生まれたポルフュロゲネトスであるため、メリザンドの王位継承権を脅かさないようにする「最も安全な方法」だったと指摘している。
1128年、ボードゥアン2世がメリザンドの夫を求めるべく、使者としてガラリヤ公ギヨーム1世・ド・ビュールとベイルートの領主ギー・ブリズバールをフランスへ派遣した。国王ルイ6世との協議後、使者は1128年初期にアンジュー伯フルク5世の宮廷に到着した。スティーヴン・ランシマンを含む何人かの歴史家は、フルク5世はルイ6世によって選ばれたと結論付けている。マイヤーは、12世紀の年代記作家ギヨーム・ド・ティールを引用し、フルク5世は使節が出発する前にエルサレム王国で開催された議会で選ばれ、そしてフルク5世がルイ6世の封臣であったためにルイ6世の同意が必要であっただけだと主張している。フルク5世は既に統治の経験があった。フルク5世は1120年に巡礼でエルサレムに向かい、自ら100人の騎士を1年間養ったことで良いイメージを残した。フルク5世の妻であるエランブルジュは1126年末に亡くなったが、フルク5世にはすでに成人した子供がいた。

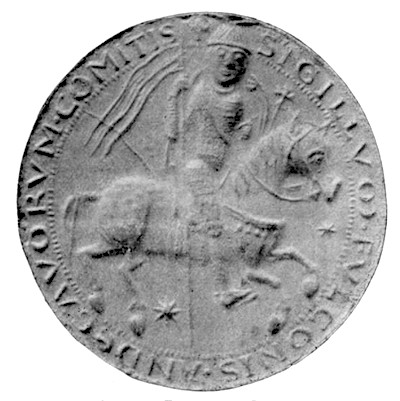
アンジュー伯として紋章に描かれたフルク5世、メリザンドの結婚相手に選ばれた時には既に統治者の経験があった。

ヨーロッパへの使節派遣中、ボードゥアン2世は公文書においてメリザンドを自身と並べて記すようになった。1129年3月の憲章では、メリザンドが聖職者全員に先んじて証人となり、別の文書では証人の筆頭に名を連ね、「王の娘にしてエルサレム王国の継承者たるメリザンド」と明記された。当初、マイヤーはメリザンドが正式に王位継承者とされたのはフランスへの使節派遣前と考えたが、最終的には、フルク5世が結婚契約に同意しエルサレムへ来る条件として、その公式認定を求めたと結論づけた。またマイヤーは、フルク5世は、1128年6月に自身の息子ジョフロア・プランタジュネが結婚した皇女マティルダが、父であるイングランド王ヘンリー1世の推定相続人として正式に認められた先例を参考にした、と主張している。
アンジュー伯領とメーヌ伯領を息子のジョフロワに譲ったフルク5世は、1129年5月にエルサレム王国へ使節と共に到着した。結婚式は6月2日以前に執り行われた。ランシマンは結婚の地をエルサレムと推定しているが、フォルダはアッコの可能性も指摘しており、最近の歴史家の多くは特定を避けている。国王ボードゥアン2世は、メリザンドの持参金としてアッコとティールの都市を夫妻に授けた。これらは王領の中でも最も収益性の高い地域であり、国王の存命中は夫妻が保持することとされた。1130年前半、メリザンドは息子ボードゥアンを出産した。

## 治世

### 継承

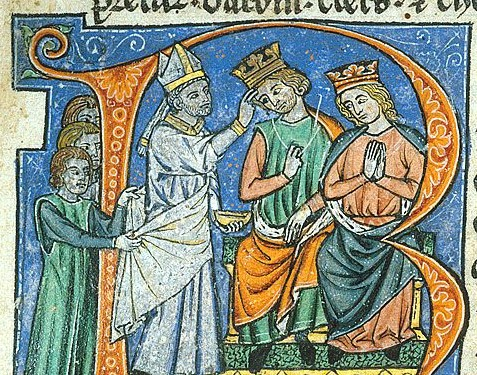
フルク5世とメリザンドの戴冠式は、聖墳墓で行われた最初のものだった。

メリザンドの妹アリックスの夫であるアンティオキア公ボエモン2世は1130年に亡くなった。 ボエモン2世とアリックスとの間の子供はコンスタンスただ一人で、ボエモン2世の死後2歳になった。 アリックスはアンティオキア公国内で権力を掌握しようとしたが、ボードゥアン2世がアンティオキアに進軍してこれを阻止した。ボードゥアン2世はエデッサ伯ジョスラン1世をコンスタンスの後見人に任じて彼女が結婚するまで支援するよう命じ、公国の統治を任せた。しかし、ボードゥアン2世はエルサレムへ帰還後に重病を患った。1131年8月、彼は聖墳墓教会の近くで最期を迎えたいと望み、エルサレムのラテン総大司教の館へ運ばれた。そこでメリザンド、フルク5世、そして幼い息子ボードゥアン3世を呼び寄せ、王国を三者に託した。死の間際のボードゥアン2世がボードゥアン3世をも即位させたのは、アンジュー伯家に王位継承権が移ることを危惧したからである。1131年8月21日、国王ボードゥアン2世が崩御した。十字架挙栄祭の日である9月14日、フルク5世はメリザンドとともに聖墳墓教会で戴冠し、エルサレム国王フルク1世となった。フルクとメリザンドは、同教会で戴冠した最初の君主となった。
ボードゥアン2世の死後間も無くしてジョスラン1世が死亡し、アリックスはこの機会を利用して再びアンティオキア公国の権力を握ろうとした。しかしフルクがアンティオキア諸侯の招集に応じて侵攻し、摂政としてルノー・マスワールを任命し、統治に当たらせた。

### フルク5世との闘争
女王としての治世の初期、メリザンドは父の存命中に持っていた権力を奪われた。フルクは、新たな統治の最初の5年間、彼女を公的な行為に関与させず、結婚契約およびボードゥアン2世の遺言に反して、意図的にメリザンドを権力の座から排除しようとした。政府での役割がなければ、メリザンドは任命や土地を与えることができないため、メリザンドの権力からの排除は単なる儀礼的な問題ではなかった。1134年、メリザンドの2番目の従兄弟であり臣下であるヤッファ伯ユーグ2世に率いられた貴族が、フルクに対して反乱を起こした。その理由は完全には明らかになっていなく、ハミルトンは、この対立はフルクが王国の既成貴族をアンジューからの新参者に入れ替えたことに由来する、というマイヤーの結論に同意した。マイヤーによると、貴族はもしメリザンドを父親が意図していたような権力の座に復帰させることに成功すれば、王妃によって国王の陰謀から守られることを期待していたのかもしれない。歴史家マルコム・バーバーはメリザンドが反乱に関与したに違いないと主張するが、彼女の役割は不明であることを認めている。
ギヨーム・ド・ティールは、女王が「若く非常に美しい」ユーグと不義の関係を持っているという噂を記録しており、これが国王の怒りを買ったとされる。ハミルトンとマイヤーはこの噂を信用せず、マイヤーはギヨーム自身も噂を信じていなかったと主張している。また、中世の王妃は常に侍女や廷臣に付き添われており、密かに愛人を持つことは極めて困難だったとも指摘している。一方ハミルトンは、もしメリザンドが本当に不貞を犯していたなら、聖職者を中心とする世論はフルクではなくメリザンドに不利に働いていたはずだと主張している。マイヤーは、この噂はフルク自身が広めた可能性があり、それによってユーグを排除し、メリザンドを修道院に幽閉することでボードゥアン2世の遺志を骨抜きにしようとしたのではないかと推測している。

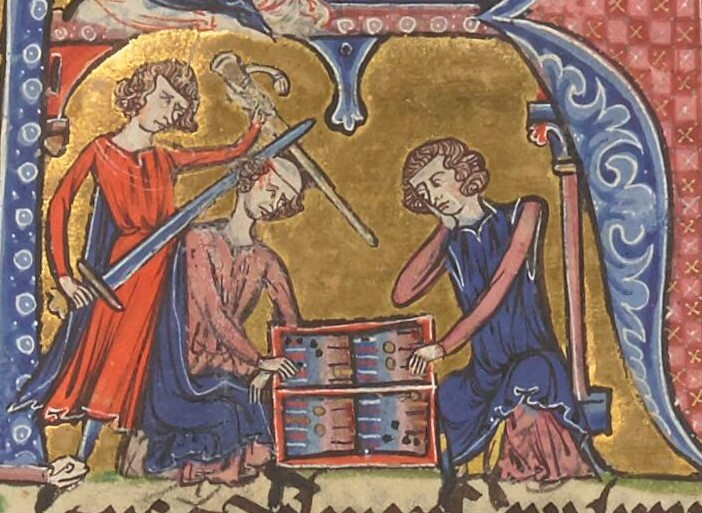
ある騎士が、街で賽を投げていたユーグ伯を刺した。王家の関与が広く疑われた。

ユーグの継子でカイサリア領主のウォルター1世・グルニエは、宮廷でユーグを反逆罪で公然と告発した。マイヤーは、ウォルター1世が告発するよう仕向けられた可能性を示唆している。ユーグは容疑を否認し、決闘裁判を申し出られたが、出廷しなかった。そのため、フルクはユーグの所有しているヤッファ伯領を没収する法的根拠を得た。フルクはヤッファを包囲したが、総大司教が介入して和平を仲介した。ユーグはヤッファ伯領をフルクに譲渡し、3年間の流刑後に再び領地を取り戻すというものであった。ユーグはヨーロッパへ出発する前に、街中で騎士に刺された。ユーグは一時回復したものの、その後亡命し、そこで死去した。この暗殺未遂は、国王フルクの命令によるものと広く疑われた。国王が本当に関与していたか証明されることはなかったが、フルクの評判は深刻な打撃を受けた。
メリザンドは、ユーグに対するフルクの扱いや自身の名誉への侮辱に激怒し、フルクの側近たちは、メリザンドの前に姿を現すことすら恐れた。メリザンドは怒りの矛先を、フルクに最も影響を与えたとされる老ロアール副伯に向けた。これはフルク自身も命の危険を感じたほどで、マイヤーによれば、そのために1135年にはフルクがアンティオキアに滞在していた可能性があるという。宮廷は混乱状態に陥ったが、第三者の仲介によってようやくフルクとメリザンドの和解が成立した。フルクは何度も説得を重ね、最終的にロアールや他の側近たちに対するメリザンドの赦しを得ることに成功し、彼らは再び宮廷に姿を現せるようになった。ギョーム・ド・ティールによれば、それ以降フルクは「些細なことですら、女王の了承なしに自ら進んで行動することはなかった」という。

### フルクとの共同統治

#### 家族問題

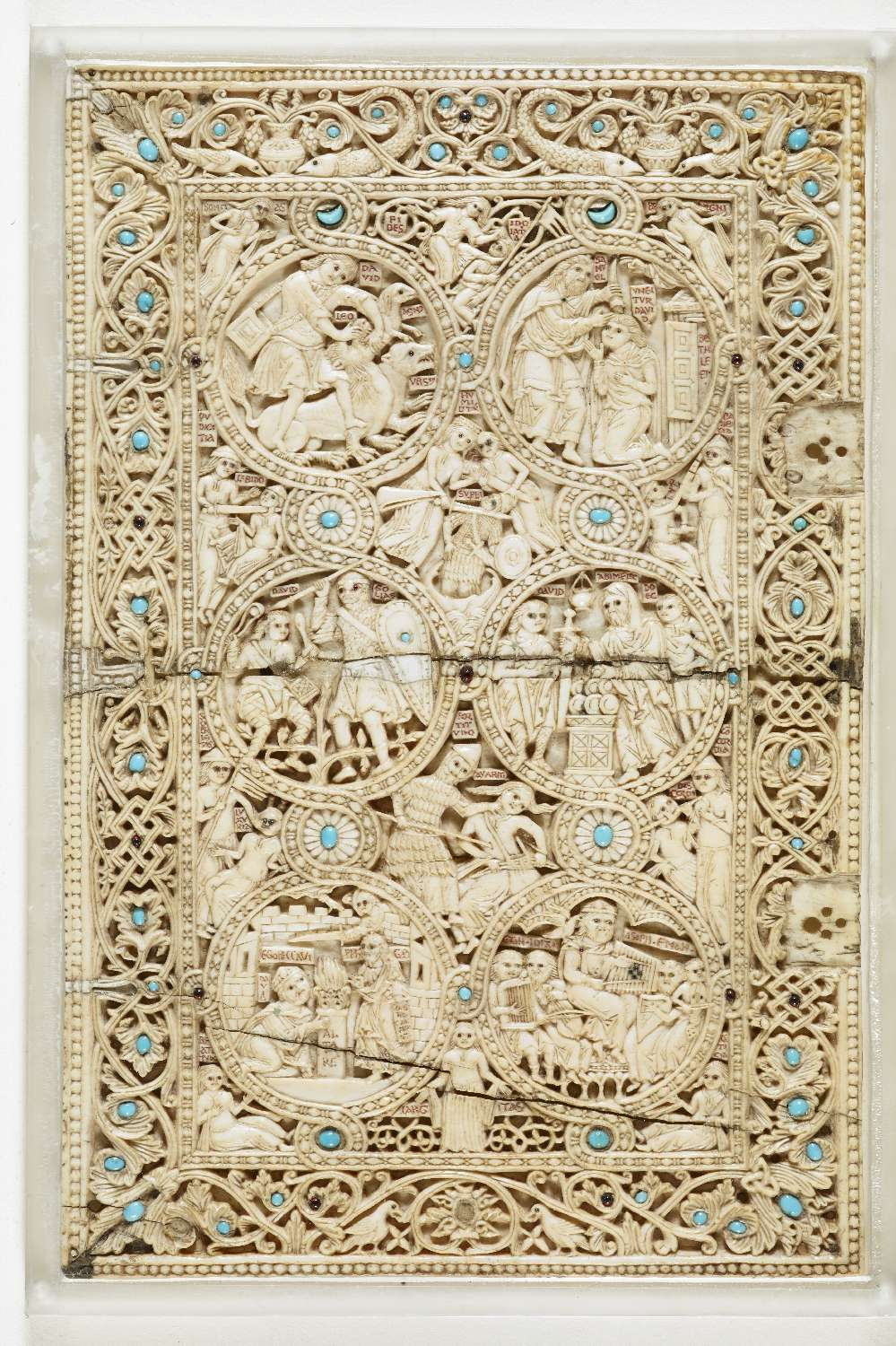
メリザンド詩篇は、王が妻の信頼を取り戻すための試みと見なされている。

和解後、フルクはメリザンドの同意なしにエルサレム王国に関する勅許を発することは二度となかった。ただし、必要のない場面では彼女の同意を求めなかった。たとえば、メリザンドの姪コンスタンスの摂政を務める際には、アンティオキア公国の諸侯たちの決定に基づいており、メリザンドにはその件についての権利はなかった。
バーバーによれば、権力を回復した後もフルクとの敵対関係を続けることは、メリザンドの利益にはならなかった。彼は、これまで唯一の息子にしか依拠していなかったメリザンドの王位継承を強化する必要があったこと、そして妹アリックスが再び権力を掌握したアンティオキアにおけるフルクの政策に影響を与えたいという意向があったことを指摘している。実際には、メリザンドはフルクに対してアリックスの行動に干渉しないよううまく働きかけた。フルクは1135年末にアンティオキアから戻り、国王夫妻は新たに子どもを授かった。1136年には息子のアモーリーが誕生し、メリザンドの最も愛する子となった。
メリザンドとフルクの和解の具体的な成果のひとつが、豪華な『メリザンド詩篇書』である。この詩篇書は1135年頃に制作された個人用の祈祷書で、フォルダはフルクがメリザンドの歓心を買うために積極的に働きかけた一環として解釈している。この書物は、十字軍国家における西欧・ギリシャ・アルメニア文化の融合を反映している。フォルダは、この詩篇書が多様な住民を統治する女王としてのメリザンドの芸術的嗜好や関心、感性を示していると論じている。
メリザンドの介入も、アリックスの運命を長くは支えられなかった。1136年、レーモン・ド・ポワティエがまだ未成年のコンスタンスと結婚するために到着すると、アリックスは再びアンティオキア公国の摂政位を失い、今回は永久的なものとなった。また女王メリザンドは、父の死時にはまだ幼かった、妹のオディエルナとイヴェットの将来にも配慮しようとした。オディエルナは1138年以前のいつか、トリポリ伯レーモン2世と結婚した。バーバーは、この婚姻がすべての十字軍国家の支配家系を結びつける試みとして、メリザンドによって取り決められたと考えている。修道院で育ったイヴェットは、1134年頃に修道女として誓願を立てた。

#### 教会関係

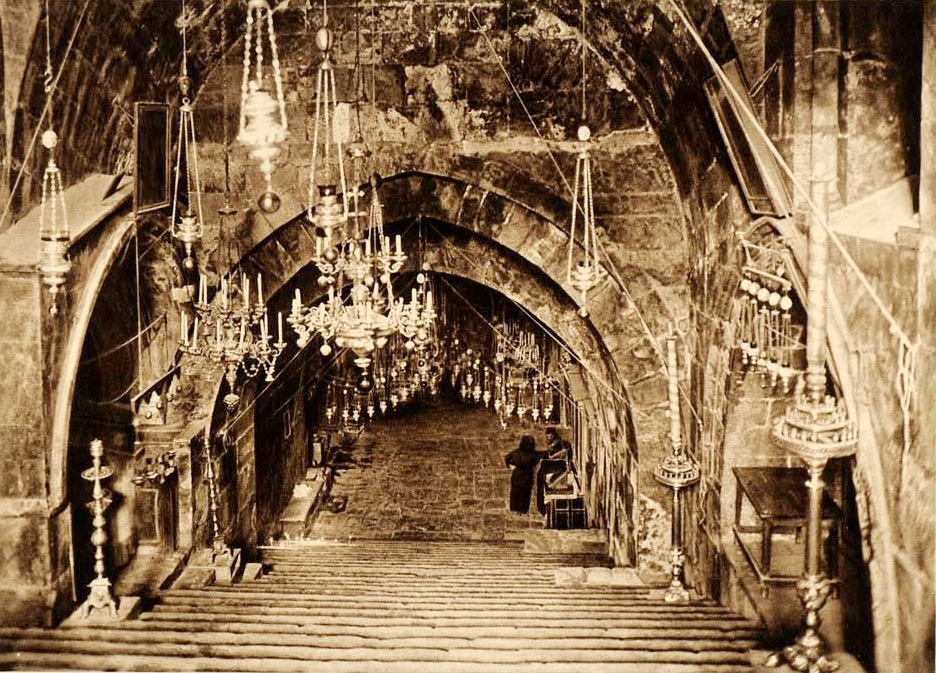
ヨシャファトの教会はメリザンドにとって愛着のある場所であり、彼女とその母モルフィアは、それぞれ左側と右側の壁龕に埋葬された。

フォルダは、1130年代初頭にメリザンドが妹イヴェットの暮らす聖アンナ修道院の改修に貢献したと提唱している。ただし、メリザンドの庇護活動に関する記述として唯一伝わっているのは、エルサレムに近いベタニアに修道院を建設したというものであり、そこは王妃が頻繁に訪れて交流を保てる距離にあった。1138年2月、メリザンドとフルクは聖墳墓教会の総大司教と聖職者たちを説得し、ベタニアの教会およびその配下の村々を譲渡させ、新たな宗教共同体の建設を可能にした。この修道院は「聖ラザロ修道院」として知られるようになり、建設には6年を要した。メリザンドはこの修道院に、領地や宝石をあしらった金銀の聖器、絹、聖職者の祭服などを惜しみなく寄進し、王国の他のいかなる修道院や教会よりも豊かにした。当初、メリザンドは高齢の修道院長を任命した。その修道院長の死後、メリザンドの意向どおりに妹イヴェットが後継となり、メリザンドはさらに書物、装飾品、聖杯などの贈り物を送った。ハミルトンは、ベタニア修道院の建設とその寄進において、メリザンドの後援力の「壮大な」実例を見ている。
1138年、メリザンドとフルクは長男ボードゥアン3世を公的な行為に関与させ始めた。フルクは、エジプトのファーティマ朝やモースルのトルコ系アタベク、ザンギーに対抗して王国の国境防衛に努め続けた。一方、メリザンドは教会に対して確固たる支配力を維持していた。1130年代後半から、彼女は宗教機関のさらなる拡張を監督し、サマリアにおける主の神殿への広大な土地の寄進、聖墳墓教会への複数の土地の寄進、ヨシャファトの谷の聖マリア修道院、ホスピタル騎士団、聖ラザロの癩病院、そしてマウントジョイの聖サムエル教会のプレモントレ会への寄進などを行った。バーバーは、1137年に神殿の院長ジョフロワを修道院長に昇格させたのは彼女の働きによるものだと見なしている。
メリザンドは一貫してシリア正教会を支援し、フランク人の征服によって失われた財産を教会が回復できるよう尽力した。また、アルメニア教会との関係改善にも努め、その指導者であるカトリコスは1140年にエルサレムで開かれたラテン教会のシノド（教会会議）に出席している。ギリシャ正教のマル・サバも、メリザンドからの寄進を受けた。彼女の豪華な贈り物は伝説となり、敬虔な宗教女性としての評判を得たが、マイヤーは、彼女が本質的には抜け目のない政治家であり、こうした寄進は教会の政治的支持を得るためのものだったと主張している。

### 単独統治

#### 即位と統治の安定化
1143年末、宮廷はアッコにあり、平和な時期を楽しんでいた。11月7日、メリザンドはピクニックをしたいと望んだ。彼らが田園地帯を馬で走っているとき、フルクは野ウサギを追って駆け出した。彼の馬はつまずいて彼を振り落とし、重い鞍が彼の頭部に当たった。彼は意識を失ったままアッコに運ばれ、11月10日に死亡した。メリザンドは公然と悲しみを表し、その後すぐに政権を完全に掌握した。1131年に始まったメリザンドとその息子ボードゥアン3世による共同統治がその後も継続されたため、王位の選挙は行われなかった。
メリザンドは1131年に聖別・塗油・戴冠されていたが、1143年のクリスマスに再び戴冠式を受けた。今回は息子ボードゥアン3世と共に戴冠され、彼もこの機会に聖別と塗油を受けた。儀式はエルサレム総大司教ギヨーム・ド・マリーヌによって執り行われた。実権はすべてメリザンドの手にあった。当時ボードゥアン3世は13歳で、彼女が後見人となった。一般には彼女が息子の摂政を務めたとされるが、彼女自身も年代記作家ギヨーム・ド・ティールも、この統治を摂政とは見なしていなかった。ギヨームの「王権は世襲の権利によってメリザンドにもたらされた」とする記述を引用して、ハミルトンは、彼女は「摂政ではなく、女王であった」と結論づけている。ボードゥアン3世は遅くとも1144年には勅許状の発行を始めており、その際にはメリザンドへの言及がなかった。しかしそれ以降、すべての勅許状は母子の連名で発行されており、マイヤーはこれを、メリザンドが息子単独での勅許状発行を禁じたのだと考えている。
メリザンドが最初に行った施策は、夫や他の同時代の支配者たちと同様に、王国の要職に自身の支持者を任命することだった。女性である彼女は軍を直接指揮することができなかったため、王国に最近到着したばかりの従兄マナッセ・ド・イエルジュをコンスタブル（軍司令官）に任命し、軍事を彼の名で統括させた。メリザンドが臣下の誰かではなくマナッセを選んだことで、王権の維持が図られた。マナッセのほか、女王の側近にはナブルス領主フィリップ・ド・ミリー、ガリラヤ公エリナン・ド・ティベリアス、そして老ロハール（ヴィスコンテ）がいた。フィリップの一族はフルクの治世初期にその権威を弱められており、バーバーはこのことがフィリップのメリザンドへの忠誠を説明する鍵になると考えている。エリナンは王国の中で最も多くの騎士を指揮していた。ロハールは1130年代初頭に、フルクによるメリザンド排除の試みに加担してメリザンドの怒りを買ったが、エルサレム市の重要人物であり、双方は和解することに満足したようである。フィリップ、エリナン、ロハールの支持を通じて、メリザンドはエルサレム、サマリア、ガリラヤという王領地を含む地域を掌握していた。

#### 教会管理

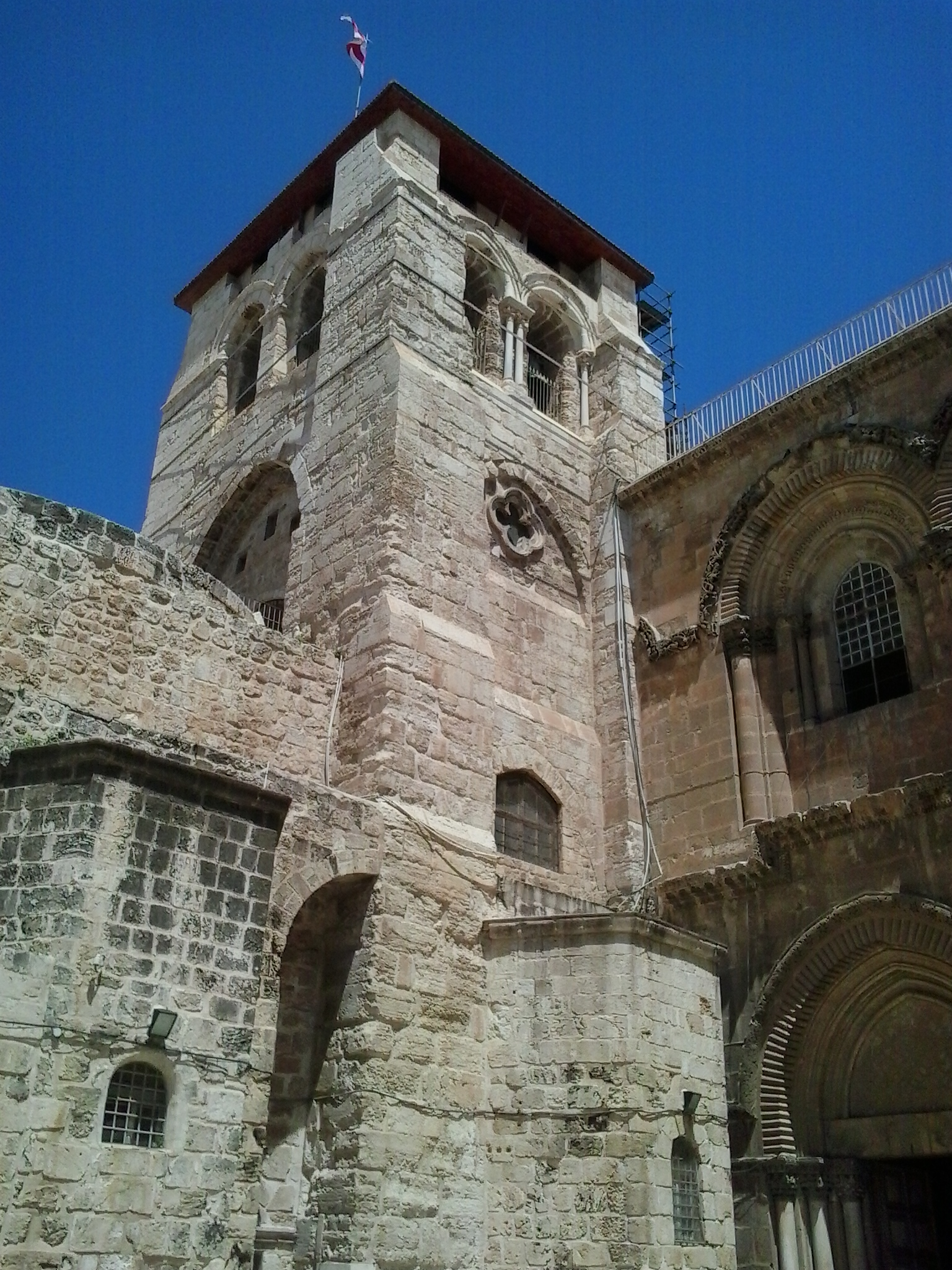
聖墳墓教会（写真は12世紀の鐘楼）はメリザンドの時代に再建された。

メリザンドとボードゥアン3世の戴冠後、聖墳墓教会の拡張工事が始まった。フォルダは、このプロジェクトには女王メリザンドの惜しみない支援と、総大司教フルク・ダングレームとの協力があったと論じている。歴史家ヌリス・ケナーン＝ケダールは、エルサレムの聖ヤコブ主教座聖堂に見られるアルメニア的な特徴を、メリザンドの支援と影響力の賜物だと評価している。
1144年または1145年、メリザンドは有名な修道士クレルヴォーのベルナールから激励の手紙を受け取ったが、次の手紙では、女王について「ある悪しき噂」を耳にしたと書かれていた。歴史家バーバーは、その「悪しき噂」とは、1148年にメリザンドがトゥールーズ伯アルフォンス・ジュルダンを毒殺し、その息子ベルトランをムスリムに捕らえさせたという匿名のプレモントレ会修道士の主張ではないかと示唆している。その修道士によれば、女王は、トリポリ伯家の親族であるアルフォンス・ジュルダンが、義弟レーモンと妹オディエルナによるトリポリ領有を脅かさないようにするため、この行動を取ったという。しかし、メリザンドはプレモントレ会と良好な関係を築いており、バーバーはこの修道士の敵意を「修道院社会に蔓延する女性嫌悪」に起因するものとみなしている。
メリザンドは信頼できる人物たちを王国の役職に任命する際、大法官府にも目を光らせていた。彼女は、夫の側近であったエリアスを留任させる気はなく、彼をティベリアの司教に昇進させた。これは彼には断れない昇進であった。1145年、メリザンドは新参者のラルフをエリアスの後任として大法官に任命した。1146年1月、ティール大司教フルクが、1145年9月に死去したウィリアム・ド・メシーヌの後を継いでエルサレムのラテン総大司教に選ばれた。メリザンドは空席となったティール大司教の座にラルフを据えようと強く主張した。歴史家バーバーによれば、フルクはメリザンドの支援を受けて総大司教に昇進したに違いないが、彼はラルフの任命に強く反対した。ティール大司教をめぐるこの対立は、メリザンドが教会と対立した唯一の事例とされている。

#### 聖戦
即位直後、ボードゥアン3世は母メリザンドに対して唯一優位に立てる戦場において自らの力を示そうとし、1144年にワディ・ムサでの反乱を鎮圧した。しかしその年の11月には、ザンギーがエデッサを包囲したことでコンスタブルのマナッセとともに最初の危機に直面した。エデッサの住民は若き王に救援を求めたが、実際に決定を下したのはメリザンドだった。彼女は評議会を召集し、マナッセ、フィリップ、エリナンが救援軍を率いることが決定された。マイヤーは、若き国王ボードゥアン3世が派遣されなかったのは、母メリザンドが彼のワディ・ムサでの成功を快く思っていなかったからだと考えている。国王が軍事的指導者として名声を得れば、自身の政治的主導権が脅かされることをメリザンドは恐れていたというのである。一方バーバーは、ボードゥアン3世を派遣しなかったのは、状況の重大さを考慮して経験ある大人たちに任せるべきだと女王が判断したからだと見ている。いずれにせよ、軍はエデッサに間に合わず、都市はトルコ軍の手に落ちた。シリアのミカエルによれば、アルメニア人やギリシア人の住民は助命されたが、「フランク人は見つけ次第殺された」という。この知らせを受けるやいなや、メリザンドはアンティオキアと連絡を取り、教皇に報告し新たな十字軍を要請するための使節を派遣するよう動いた。ボードゥアン3世は1145年初頭に15歳となり成人したが、そのことは公には祝われなかった。
1146年9月14日、ザンギーは自身の奴隷によって暗殺された。エデッサ伯ジョスラン2世はかつての自領の奪還を試み、また国王ボードゥアン3世はハウラーン地方に侵攻したが、いずれもザンギーの子ヌールッディーンに敗れた。マイヤーによれば、メリザンドはハウラーン攻略の失敗をボードゥアン3世の責任と見なしていた可能性が高く、それゆえ彼の立場を弱めるため、後の勅許文書に弟アモーリーを加えたのではないかとされる。マイヤーはこのアモーリーの登場を「分割統治（divide et impera）の原則の適用」と表現し、メリザンドの権力を強化しつつボードゥアン3世の影響力を削ぐ手段だったと見ている。

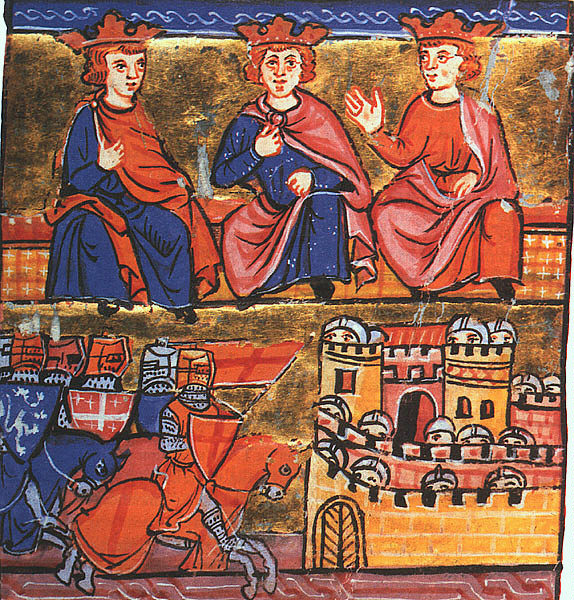
3人の王がアッコ（写真上）に集まり、ダマスカス包囲（写真下）を計画した。

エデッサの陥落はヨーロッパに衝撃を与え、教皇エウゲニウス3世は十字軍を呼びかけた。フランス王ルイ7世とドイツ王コンラート3世は、親族・家臣・軍勢、そして教皇使節を伴ってレヴァントへと赴いた。1148年6月24日、十字軍一行はアッコ近郊でエルサレムからの代表団と顔を合わせた。この代表団には、女王メリザンド、国王ボードゥアン3世、フルク総大司教、各地の大司教・司教、ホスピタル騎士団およびテンプル騎士団の総長、そして有力な貴族たちが含まれており、ラテン東方で開かれた中でも最も壮麗な集会だった。だが、ダマスカス攻撃の決定はすでに4月、ボードゥアン3世、コンラート3世、フルクによる少人数の会議で下されており、メリザンドはその会議に出席していなかったと見られている。ダマスカスはイスラム勢力下の大都市であり、遠方のエデッサよりも、エルサレムにとってはるかに戦略的価値が高かった。総大司教は通常、ボードゥアン3世よりもメリザンド側に立ち、彼女の意見を支持していたが、まさにこの時期、彼らはティール大司教への宰相ラルフの任命を巡って対立していた。マイヤーは確証はないとしながらも、メリザンドはダマスカス攻撃には反対だったはずだと推測している。というのも、ダマスカスはそれまでヌールッディーンに対抗する貴重な同盟者であり、またそのような大都市を征服すれば、ボードゥアン3世が彼女の優位を脅かすほどの名声を得ることになったからである。
続くダマスカス包囲戦では、賄賂で買収された者たちにより十字軍側に偽情報が流され、遠征軍はあっという間に屈辱的な敗北を喫した。マイヤーは、メリザンドが当初はこの遠征を支持しながらも、ボードゥアン3世の軍事的・政治的名声を失墜させるためにその失敗を画策した可能性を指摘しているが、それが政治的に非常に危険な賭けであったことも認めている。この敗北はボードゥアン3世にとって大きな痛手ではあったが、彼の力が完全に失われたわけではなかった。1149年、イナブの戦いでヌールッディーンにより壊滅的に敗北し、アンティオキア公レーモン・ド・ポワティエが戦死すると、ボードゥアン3世は急遽アンティオキアの統治を引き継いだ。メリザンドは息子ボードゥアン3世のダマスカスでの失敗、あるいはアンティオキア遠征を利用して彼の立場をさらに弱め、1149年以降、彼との共同発給による勅許を取りやめ、単に彼の同意を得る形にとどめるようになった。

#### ボードゥアン3世との決裂

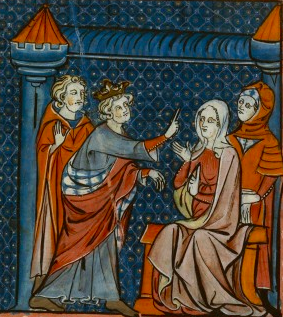
メリザンドと口論するボードゥアン3世（14世紀、ギヨーム・ド・ティールの『Historia』に描かれている。）

ボードゥアン3世は、すでに1145年で成年に達しており、したがってもはや摂政を必要としなかった。しかし、母メリザンドは権力を手放そうとしなかった。宰相ラルフをティール大司教に任命しようとしたことをめぐる教会との対立は、1149年までに頂点に達し、息子ボードゥアン3世との亀裂が広がったとしてメリザンドにとって深刻な問題となった。教会を味方に引き留めるために、メリザンドはラルフを宰相から解任するか、辞任させたとされる。しかし、メリザンドは共同統治者であるボードゥアン3世の同意なしに新たな宰相を任命できなかったため、宰相府は崩壊した。以後、母子はそれぞれ別の書記を雇って政務を行うようになり、共同統治の破綻を表立って示すことは避けられたものの、王権のかつてない分裂が明確になった。
信頼する最も重要な家臣であったガリラヤ公エリナンが1149年頃に死去したことは、メリザンドにとって大きな打撃だった。1150年にエデッサ伯が捕らえられると、ボードゥアン3世は諸侯にアンティオキアへの出兵を命じたが、メリザンドに忠誠を示す諸侯たちはこれを拒否した。マイヤーによれば、これはメリザンドが息子ボードゥアン3世に軍事的な成功をさせまいとし、特にエルサレム王が伝統的に担ってきた北部十字軍国家の保護という役割を果たさせないための試みであった。にもかかわらず、ボードゥアン3世はわずかな兵力を率いて出陣した。
マイヤーによれば、現存する勅許状から明らかなように、メリザンドは1150年頃からボードゥアン3世との対決に向けて準備を進めていた。彼女は自前の行政機構を整備し、自らに忠実な諸侯を集めた。1150年には、従兄でありコンスタブルであるマナッセに、自身の支持者バリサン・ダイベリンの未亡人であるラムラのヘルヴィスを娶らせた。この婚姻によってラムラの土地を失ったバリサンの息子たち、ユーグ、ボードゥアン、バリアンは激怒した。ボードゥアン3世にとって、マナッセこそが母メリザンドとの不和の元凶だった。さらに1151年、メリザンドは末子アモーリーをヤッファ伯に任命し、対ボードゥアン戦線を強化した。アモーリーは、教会と並ぶ彼女の最重要な協力者となった。

#### 内戦
1152年初頭、ボードゥアン3世はついに動き出した。復活祭にて自分だけを戴冠し、メリザンドを戴冠しないよう総大司教フルクに要求した。これは、以後自分が唯一の支配者となることを意味していた。しかし教会はメリザンドを支持しており、フルクはこの要求を拒否した。復活祭の翌日、ボードゥアン3世はメリザンドの権力の中心地であるエルサレムで荘重な行列を行い、王冠の代わりに月桂冠を戴いた。そして高等法院を招集し、王国を母との間で分割するよう求めた。ハミルトンは、このボードゥアン3世の要求は「致命的な無責任」であったと捉えている。というのも、王国は分割に耐えられるほど大きくなかったからである。しかしマイヤーは、メリザンドがこの2年間で事実上王国を分割していたと主張している。会議の場で、メリザンドは王国全体が自分の血統に基づく権利によるものであると主張し、ボードゥアンこそがその権利を簒奪していると暗に示したが、彼女は分割に同意した。メリザンドはユダヤ地方とサマリア地方を保持したた一方で、ボードゥアン3世はアッコとティールを支配することとなった。
王国の分割は長く続かなかった。ボードゥアン3世は、自らに割り当てられた土地では国王としての財政的支えが不十分だと宣言した。息子の意図に気づいたメリザンドは、無防備なナーブルスの町からエルサレムへと移動した。ボードゥアン3世はミラベル（現ミグダル・トセデック）でマナッセを打ち破って追放し、その後すぐにナーブルスを占領、軍を率いてエルサレムへと進軍した。メリザンドの支配領域にいた諸侯の中には彼女を見限る者も現れたが、最後まで忠誠を貫いたのは息子アモーリー、フィリップ・ド・ミリー、そして老ロハールらであった。長男ボードゥアン3世の進軍を聞いたメリザンドは、一族と側近たちを連れてダビデの塔の城塞へと撤退した。この時点で、総大司教フルクは教会としての全面的な支持を女王に表明した。彼は聖職者と共に城外へ出てボードゥアン3世を諫めようとしたが、王に拒絶され、激怒して戻ってきた。ボードゥアン3世は市外に陣を張ったが、市民たちは彼に門を開いてしまった。国王はダビデの塔に攻城兵器で攻撃を仕掛けたが、城内の守備側が勇敢に応戦したため、攻囲戦は膠着した。
ダビデの塔は堅固に防備され、物資も十分に備えられていたが、無限に抵抗できるわけではなく、メリザンドに勝ち目はなかった。数日後、恐らく聖職者たちの仲介によって和解が成立した。メリザンドがベタニアの修道院に退くと予想されていた一方で、ハミルトンは、メリザンドがより有利な条件を引き出すために粘り、その結果メリザンドがナーブルスとその周辺の土地を終生保有することを認められ、さらに息子ボードゥアン3世から彼女の安寧を妨げないという誓約を得たのではないかと指摘している。ナーブルスは十分な収入源となったが、防備が施されていなかったため軍事拠点とはなり得なかった。この点からハミルトンは、メリザンドが戦いには敗れたものの、依然として強力な支持者がいた証拠と見ている。
一方マイヤーは、メリザンドが政治から手を引くこと、ナーブルスを女王としてではなく一般の都市領主として統治すること、そして国王の同意を得た上でのみ行動することに同意したと主張する。こうして、母子間の8年間にわたる権力闘争は1152年4月20日までに終結し、同時にメリザンドの16年間に及ぶ実質的な統治も幕を閉じた。

## 引退
メリザンドの積極的な姿勢は、引退しても変わらなかった。1152年半ば、ボードゥアン3世は十字軍国家の総会をトリポリで招集し、未亡人となっていた従妹のアンティオキア女公コンスタンスに再婚を促し、アンティオキア公国に対する自身の責任を軽減しようとした。会議にはコンスタンスとその家臣・聖職者のほか、トリポリ伯夫妻も出席した。メリザンドは召集も招待もされていなかったようだが、それにもかかわらず会議に参加している。表向きは、メリザンドは妹であるトリポリ伯妃オディエルナとその夫レーモン2世の夫婦関係を調停するために訪れたとされる。ハミルトンはこれを巧妙な手だと見なしている。なぜなら、妹を訪ねるという理由であれば誰にも妨げられずトリポリに赴くことができ、いったん到着すれば姪コンスタンスの再婚問題の議論に招かれざるを得なくなるからである。
結局、どちらの目的も果たされなかった。姉妹はエルサレムに向けて出発し、その途中までオディエルナの夫レーモン2世が同行した。だが彼がトリポリへ戻る途中、暗殺教団によって殺されてしまった。姉妹は葬儀のためにトリポリへ引き返し、その後メリザンドはボードゥアン3世に伴われて帰還した。オディエルナは、若年の息子レーモン3世のためにトリポリ伯国の摂政となった。ハミルトンによれば、それ以降、アンティオキアとトリポリという、メリザンドの姪と妹が治める地域に対するボードゥアン3世の支配力は、母メリザンドを敬う態度を取るかどうかにかかっていたという。
マイヤーは、母子の確執の後、二人は互いに激しく憎み合っていたと推測するが、それでも「仲の良い家族」を装うことには細心の注意を払っていたと述べる。メリザンドは自らの行為のすべてに息子の同意を明記し、ボードゥアン3世も母を敬い、助言を受け入れた。公然と母に恥をかかせることを避けることで、ボードゥアン3世はメリザンドが再び敵対してくるのを防いだ。1153年、ボードゥアン3世はアスカロンを攻略して軍事的指導者としての実力を示し、メリザンドとの和解を果たした。その後、アスカロン周辺の土地の分配においても、ボードゥアン3世はメリザンドの助言に従っている。1154年以降、メリザンドは息子ボードゥアン3世の公的な行動に再び関与するようになり、彼は母が確執の最中に行った土地などの授与を承認した。マイヤーによれば、その多くは形式的な敬意にすぎなかったが、実際に助言を求めることもあったという。1156年からはメリザンドが政治的影響力をある程度取り戻し、同年11月にはボードゥアン3世とピサ共和国との条約交渉にも加わっている。1157年には国王がアンティオキアに滞在していた際、彼女は独自に軍事行動を起こし、ヨルダン川の東側にあるギレアド地方を支配する上で重要な洞窟要塞エル＝ハブリスを攻撃し、イスラム教勢力から奪回することに成功した。これは、彼女の強い主張によるものであった。
メリザンドは引退後も宗教問題への関心を持ち続けていた。バーバーは、彼女が退位後も以前と同様に教会への後援を続けていたと考えている。1157年、メリザンドの次男アモーリー1世は、追放されたエデッサ伯ジョスラン2世の娘アニェスと結婚した。これに対して総大司教フルクは、両者が教会法で禁じられた近親関係にあるとして抗議したが、敬虔な信仰を持っていたはずのメリザンドは、この結婚に異議を唱えなかった。同年、夫フルク5世の先妻との娘である継娘、シビーユ・ダンジューが巡礼のためにエルサレムを訪れ、ベタニアの修道院に入った。1160年、エルサレム総大司教フルクが11月20日に死去すると、聖職者たちは後継者選出のために集まったが、メリザンドは継娘シビーユと妹オディエルナと共に介入し、ネルのアモーリーを次期総大司教に推挙・任命させた。翌年にはボードゥアン3世も結婚し、新しい王妃としてテオドラ・コムネナが宮廷に迎えられた。ハミルトンは、メリザンドの強い性格ゆえに、息子たちは自分たちの妻が政務に関与することを避けたのではないかと推測している。1160年、メリザンドは妹オディエルナと共に、オディエルナの娘である トリポリ伯メリザンドの持参金として、豪華な宝飾品、金のティアラ、銀の食器などを特別注文した。フォルダによると、この芸術後援活動の例は、メリザンドが依然として活発に活動していたこと、そして姪マリー・ダンティオケの結婚相手である東ローマ皇帝マヌエル1世コムネノスに対しフランク人の威信を示そうとした姿勢を示している。

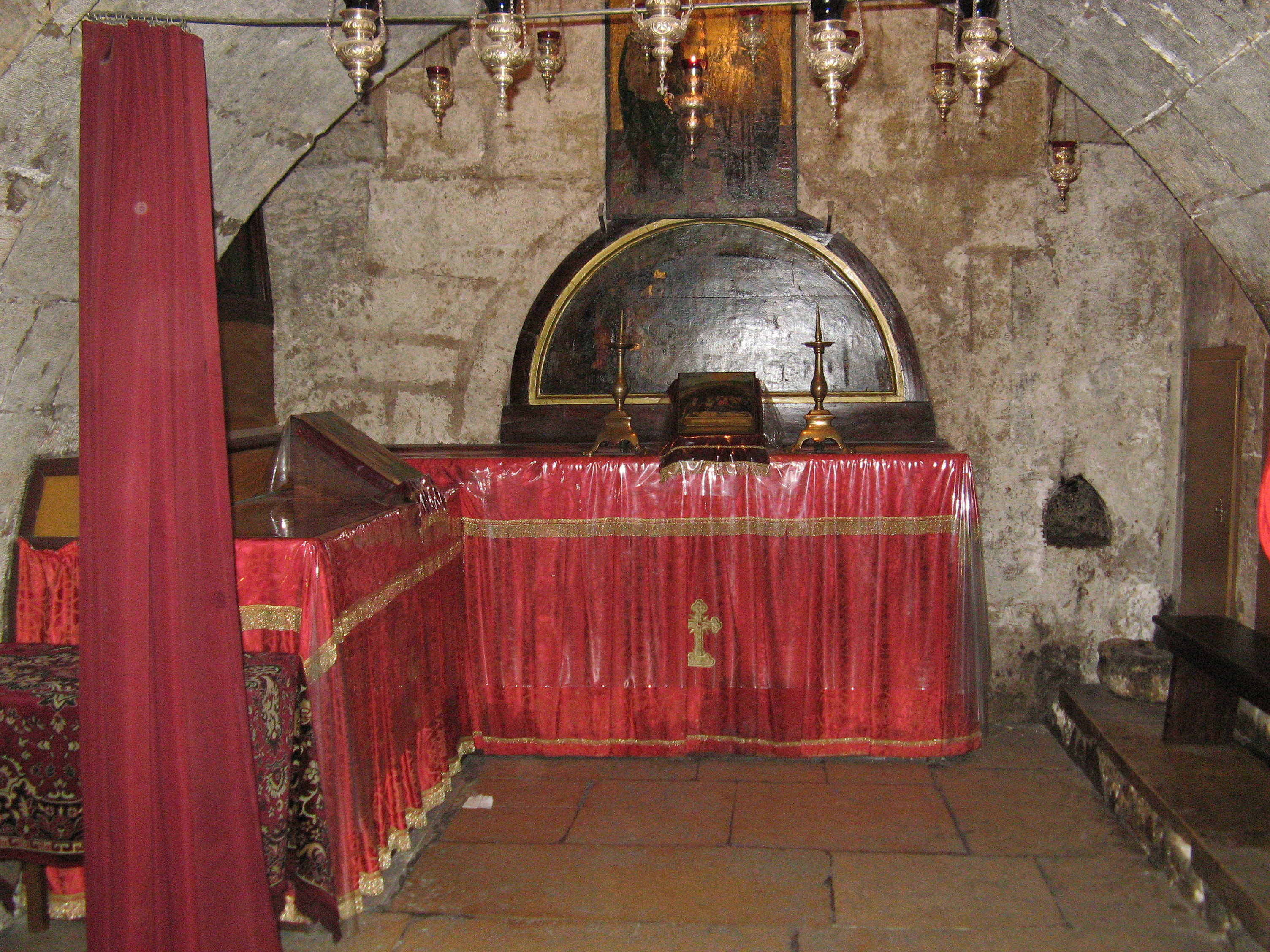
メリザンドの芸術支援の最後の事業は彼女自身の墓所であり、それは歴代国王の墓をも凌ぐ壮麗さだった。

メリザンドの最後の公的行為は、1160年11月30日、国王ボードゥアン3世とともに、アモーリー伯による聖墳墓教会への寄進を承認したことであった。1161年、彼女は病に倒れ、健忘を伴う発作を起こしたと考えられている。妹オディエルナと、ベタニア修道院長となっていた末妹イヴェットが数ヶ月間彼女の看病にあたり、限られた人間しか面会を許されなかった。彼女の人生の最後の数週間では、ボードゥアン3世はナーブルスに移り、フィリップ・ド・ミリーが領有していた土地を取得した。これは生前の母との合意を破る行為だったが、その頃にはメリザンドはもはや外の世界を認識していなかった。メリザンドは1161年9月11日に死去した。バーバーは、彼女の年齢はおそらく50代前半であったと推定している。ギヨーム・ド・ティールは、息子ボードゥアン3世が深い悲しみに沈んだと記録しており、マイヤーはそれを「見事な公的な嘆きの演出」と評している。メリザンドは、母と同じく昔から親しんでいたエルサレム近郊のヨシャファト渓谷にある聖母修道院に葬られた。フォルダによれば、この墓はメリザンドがエルサレムで行った最後の大規模な芸術的事業であり、彼女の墓はエルサレム王たちの中で最も壮麗なものだったという。遺言では、他の受益者と共に、ギリシア正教の聖サバ修道院にも財産が遺贈された。
息子ボードゥアン3世はメリザンドの死からさほど時を置かず、1163年2月10日に亡くなっている。

## 評価
女王メリザンドの生涯についての主な情報源は、ギヨーム・ド・ティールである。だが彼は1130年生まれであり、1127年にフーシェ・ド・シャルトルが死去して以降、十字軍国家には常駐の年代記作家がいなかった。さらにウィリアム自身は1145年から1165年までヨーロッパで学んでおり、自身の著作『海の彼方でなされた事蹟の歴史』を執筆し始めたのは1167年のことである。そのため、ボードゥアン2世の晩年からフルク5世およびメリザンドの治世にかけての時代は記録が乏しく、またバーバーが指摘するように、メリザンドに関する記録は「多くの推測的議論の対象」となっており、確かな実像をつかむことは難しい。

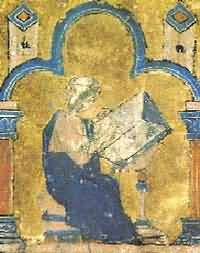
ここに描かれている『歴史』を書いているギヨーム・ド・ティールは、メリゼンドに深い感銘を受けた。

女王メリザンドとその息子ボードゥアン3世との対立を語る際、ギヨームは女王の側に立っている。マイヤーはこの背景として、ギヨームがボードゥアン3世の死後に即位したメリザンド派の次男アモーリー王の宮廷史家であったこと、そしてメリザンドが教会に対して多くの寄進を行ったことが、彼の視点に影響を与えたと説明している。
ギヨームは女王メリザンドについて次のように記している。
彼女は極めて賢明であり、国家のほとんどあらゆる事務に通じていた。女性というハンディキャップを完全に克服し、重要な政務を指揮することができた。
バーバーは、ギヨームがメリザンドを「女性としては通常を超えて賢明で思慮深い」と評していることについて、現代の読者には恩着せがましく聞こえるかもしれないとしながらも、それが特に重要であると指摘する。というのも、ギヨームはふだん女性の公的活動への関与を好意的に見ておらず、そうした彼が例外的にメリザンドを高く評価している点に注目すべきだという。
ハミルトンは、ギヨームの「最良の君主たちの栄光に倣おうと努め…王国を巧みに統治し、その点で先代たちに匹敵すると正当に見なされた」との評価に同意している。ハミルトンにとって、メリザンドは「真に傑出した女性」であり、その理由は、彼女がそれまで女性が公的役割を担ったことのない王国において、何十年にもわたって実際に権力を行使したからである。バーバーは、ギヨームの評価が普遍的に受け入れられていたわけではないと指摘し、レバントにおけるフランク人が被った二大惨事、すなわち1144年のエデッサ陥落と1148年のダマスカス攻略失敗が彼女の統治下で起こったことを挙げている。ただし、バーバーはそれらに対するメリザンドの責任の程度は断定できないとも認めている。バーバーはそのような不名誉な記録を、彼女の失脚翌年にボードゥアン
3世がアシュケロンを征服したという成果と対比させている。一方で、ハミルトンはメリザンドを「教養と信仰に満ちた人物」と評し、フォルダは彼女を「12世紀のエルサレム王国における最大の芸術庇護者」と称している。
マイヤーは、メリザンドが自発的に退位してボードゥアン3世に王権を譲らなかったことを批判し、「彼女の権力欲は知恵に勝っていた」と断じている。そして、「ギヨーム・ド・ティールがいかに彼女の能力を称賛しようとも」統治に適していたのは息子の方だったと主張する。これに対してハミルトンは、彼女が「未熟な」息子に進んで権力を譲る必要があったとは思えないと反論し、彼女は摂政ではなく、正当な共同統治者として的確に政治を行い、広範な支持を得ていたと述べる。マイヤーも最終的には、メリザンドを「中世の王妃の中でも最も精力的な人物の一人」と評価している。